# Pardosa sibiniformis
Pardosa sibiniformis är en spindelart som beskrevs av Tang, Urita och Song 1995. Pardosa sibiniformis ingår i släktet Pardosa och familjen vargspindlar. Inga underarter finns listade i Catalogue of Life.